# Los Sims medieval
Los Sims medieval es un videojuego de la serie de los Sims basado en el motor de Los Sims 3, desarrollado y publicado por Electronic Arts para Microsoft Windows y Mac OS X, que se estrenó el 22 de marzo de 2011. El juego también fue estrenado para ser descargado en PC en la misma fecha. Ambientado en la Edad Media, permite al jugador construir un reino a través de los modos de juego. El 21 de diciembre de 2010, Electronic Arts anunció que la Edición Coleccionista estaba ya disponible y se estrenaría a la vez que la Edición Estándar.

## Características
Los Sims medieval proporciona un entorno medieval al jugador en el que actuar, con edificios y escenarios recién diseñados para dar una auténtica experiencia de viaje al pasado. Los jugadores levantarán un reino, mandarán misiones a los Sims, y ganarán recompensas en forma de Puntos del Reino. El juego se diferencia de la serie en que los jugadores pueden ganar el juego  alcanzando una ambición del reino. Entre las ambiciones confirmadas están "El mejor del espectáculo", "Constructor ocupado", "Extensor eficiente", "Fama", "Arcas llenas", "Trabajadores duros", "Dominación imperial", "Legendario", "No hay búsqueda para el que se canse", "Sano y salvo", "Pensamientos y oraciones", y "Populacho adinerado".
A diferencia de otros juegos Sims, Los Sims Medieval involucrará al jugador construyendo un reino, eligiendo un objetivo definitivo para dicho reino (como riqueza o popularidad) y entonces cumpliendo misiones que contribuyan al objetivo. Éste puede ser completado usando héroes (o especialistas), por ejemplo, el jugador puede tener un mago y un médico cooperando en una misión. El interés, la experiencia y los rasgos del Sim influyen en el éxito, y los jugadores deberán elegir cómo intentará llevar a cabo la misión en equipo. Los jugadores también elegirán qué Sim liderará el equipo. Al contrario que en Los Sims 3, Los Sims Medieval no será un juego generacional. Esto es que los personajes del juego no progresarán a través de las etapas de la vida. Los Sims todavía serán capaces de procrear, pero los hijos nunca crecerán hasta ser adultos. Los Sims tendrán cada uno dos cualidades normales y un defecto mortal, que podrá convertirse en una cualidad positiva a través de una misión.
Aunque los jugadores serán capaces de personalizar el diseño y el trazado de los interiores, la estructura básica y la forma de los edificios no podrá modificarse.
En una entrevista con Gamespot, la productora principal del juego, Rachel Bernstein afirmó que el juego será más peligroso para los Sims, pudiendo encontrar la muerte o el fracaso en las misiones. Entre los peligros se incluyen la desconcentración en las misiones, la peste, las revueltas de campesinos, animales salvajes, venenos, duelos y más.

## Tipos de héroes
Los jugadores podrán controlar varios tipos de "héroes" o profesiones. Cada uno tendrá diferentes habilidades y responsabilidades. Se incluyen:
- Monarcas: Controlarán el reino y serán capaces de tratar con reinos vecinos diplomáticamente. Pueden entablar duelos, contraer matrimonio con importantes PNJs, y hacer pregones públicos.
- Magos: Pueden encantar o combatir usando sus hechizos, que se aprenden en un gran libro de hechizos e incluye gestos que deberán ser memorizados o te los enseña una bruja.
- Espías: Podrán envenenar a otros Sims, o robarles para el reino.
- Sacerdotes: Hay dos subtipos, "Pedrino" y "Jacobino". Los pedrinos tienen una vida sencilla y tratan de convertir a los Sims con sermones alentadores. Los jacobinos usan el miedo como herramienta de conversión, y visten caros atuendos, además de poseer multitud de bienes materiales.
- Herreros: Usan productos minerales del reino para producir armaduras y armas.
- Médicos: Se espera de ellos que mantengan sana a la gente usando la tecnología de entonces, a saber, sanguijuelas, vendas y brebajes.
- Caballeros: Pueden entrenar fortaleza y resistencia, además de supervisar la guardia real.
- Mercaderes: Tienen acceso a bienes extranjeros, a oportunidades comerciales y tienen el deber de actuar activamente en la economía del reino.
- Bardos: Pueden recitar poesía y tocar música para otros Sims.

## Reino en continua actividad
Los Sims Medieval se han creado de tal modo que siempre haya PNJ (o NPC por su sigla en inglés) haciendo algo en el reino, dándoles tintes de juego de rol, al igual que en los Sims 3. La forma de juego hace que siempre, estés en la profesión que estés, haya algo que hacer o alguien con quien hablar.

## Mejoras técnicas
Rachel Bernstein afirmó que la transluminiscencia ha sido añadida a los modelos de los personajes para darles un "aspecto pintoresco". Otras mejoras incluyen tecnología Sim de la próxima generación y un nuevo motor para la luminosidad en el juego.

## Publicidad
Bernstein ha dirigido entrevistas en los medios y demos. Varios tráileres han sido estrenados, pero no ha habido demasiada campaña publicitaria.